# 王润刚
王润刚（1967年—），河北高阳人，汉族，中华人民共和国政治人物、第十一届全国人民代表大会内蒙古地区代表。
毕业于内蒙古矿业大学机电一体化专业，是中共党员。担任神华集团乌海能源有限公司工会组织宣传部部长。2008年起担任全国人大代表。